# Đại Danh Công chúa
Đại Danh Công chúa (chữ Hán: 大名公主; 1368 – 30 tháng 3 năm 1426), không rõ tên thật, là hoàng nữ của Minh Thái Tổ Chu Nguyên Chương, hoàng đế đầu tiên của nhà Minh.

## Cuộc đời
Đại Danh Công chúa là hoàng nữ thứ 7 của Minh Thái Tổ, mẹ là Quách Ninh phi. Chính sử nhà Minh chỉ ghi rằng, Quách Ninh phi là mẹ của Lỗ Hoang vương Chu Đàn, nhưng gia phả họ Quách có chép rõ, trước Lỗ vương Chu Đàn thì bà còn sinh hạ hai hoàng nữ, là Nhữ Ninh Công chúa rồi đến Đại Danh.
Tháng 7 âm lịch năm Hồng Vũ thứ 15 (1382), công chúa Đại Danh nhận sách phong, hạ giá với Lý Kiên (李堅), con trai của Kiêu kỵ Hữu vệ Chỉ huy Lý Anh (李英). Phò mã Kiên là người dũng mãnh, nhậm chức Tiền quân Đô đốc phủ. Đầu thời Kiến Văn, Kiên được phong Tả Phó tướng quân để đánh Yên vương Chu Đệ, những trận đầu hia bên bất phân thắng bại, được ban tước Loan Thành hầu. Trong trận đánh ở sông Hô Đà, tướng của Yên vương là Tiết Lục đâm chết ngựa chiến của Lý Kiên, Lý Kiên té ngã, bị bắt sống. Trên đường giải về Bắc Kinh, do vết thương quá nặng mà Lý Kiên qua đời.
Lý Trang, con trai của công chúa và phò mã mới 7 tuổi, là người tập tước Hầu. Minh Thành Tổ lên ngôi đã tha cho Trang tội chết vì mẫu thân là công chúa. Công chúa Đại Danh sợ xảy ra điều không hay nên đã trả lại ấn Hầu.
Thời Hồng Hi, Minh Nhân Tông tôn công chúa Đại Danh làm Thái trưởng công chúa. Năm Tuyên Đức thứ nhất (1426), tháng 2, công chúa qua đời, thọ 59 tuổi. Lý Trang đang dạy học ở Nam Kinh, sau khi mẹ mất thì vùi mình vào rượu chè, chỉ lo làm thơ rồi bạc mệnh qua đời.